# Thurlton
Thurlton is een civil parish in het bestuurlijke gebied South Norfolk, in het Engelse graafschap Norfolk met 779 inwoners.

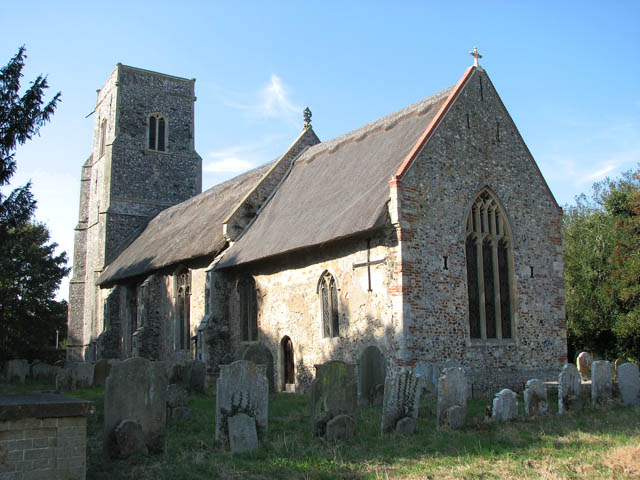
All Saints